# Daiki Niva
Daiki Niva (japonsko 丹羽 大輝), japonski nogometaš, * 16. januar 1986.
Za japonsko reprezentanco je odigral dve uradni tekmi.